# Larissa Fuchs
Larissa Fuchs (russisch Лариса Фукс; geb. Лариса Олеговна Козлова Larissa Olegowna Koslowa; * 1983 in Tscheljabinsk, Russische SFSR, Sowjetunion) ist eine russisch-deutsche Schauspielerin.

## Leben
Larissa Fuchs spielte noch während ihres Studiums an der Bayerischen Theaterakademie August Everding (2005 bis 2009) am Metropoltheater in München und erhielt 2006 das Schauspielstipendium des Deutschen Bühnenvereins. 2008 wurde Larissa Fuchs Ensemblemitglied des Berliner Ensembles, außerdem ist sie Mitglied im Ensemble des Wiener Theaters in der Josefstadt. Die in Berlin und in Wien lebende Schauspielerin war seit dieser Zeit in zahlreichen Inszenierungen zu sehen und arbeitete unter anderem mit Regisseuren wie Luc Bondy, Peter Stein, Thomas Langhoff, Claus Peymann und Andrea Breth zusammen. Seit 2004 steht Larissa Fuchs immer wieder vor der Kamera.
2013 war sie in dem Kinofilm Wir sind jung. Wir sind stark. zu sehen sowie 2015 und 2016 in den Fernsehproduktionen SOKO Wismar und Der Bozen-Krimi.
Larissa Fuchs hat zwei Töchter und lebt mit dem österreichischen Theater- und Filmschauspieler Johannes Krisch zusammen.

## Auszeichnungen
- Ensemble Preis beim Schauspielschultreffen Rostock 2008 für Paare Schritte, inszeniert von Mario Andersen
- Merkur-Theaterpreis, ausgezeichnet mit der TZ Rose 2007 für Dogville, inszeniert von Jochen Schölch

## Filmografie (Auswahl)
- 2004: Sein letzter Fall, HR, Kurzfilm, Christian Giegerich Fernsehen (Auswahl)
- 2004: Film mit Fleisch, HR, Kurzfilm, Jochen Ecke
- 2005: Irgendwas von Rilke, HR, Kurzfilm, Jochen Ecke
- 2007: Elektrische Laternen, HR, Kurzfilm, Jochen Ecke
- 2013: A single rose can be my garden, HR, Kurzfilm, Salka Poeschel Garcia-Courtoy
- 2013: Wir sind jung. Wir sind stark. Kino, UFA, Burhan Qurbani
- 2015: SOKO Wismar – Feindliche Übernahme, EpiHR, Serie, Cinecentrum, Steffi Doehlemann
- 2016: Der Bozen-Krimi – Herz-Jesu-Blut, EpiHR, Serie, JoJo Film, Thorsten Näter
- 2016: Bibi & Tina: Tohuwabohu Total, feature film, Detlev Buck
- 2018: Tatort – Die Faust, Regie Christopher Schier
- 2019: Stadtkomödie – Der Fall der Gerti B. – Regie Sascha Bigler
- 2019: Glück gehabt – Regie Peter Payer
- 2019: Der Usedom-Krimi: Träume – Regie Andreas Senn
- 2021, 2023: SOKO Wien (Fernsehserie, 2 Folgen)
- 2021: Die Toten vom Bodensee – Der Seelenkreis
- 2021: Vienna Blood – Die schwarze Feder (Fernsehreihe)
- 2023: Wald

## Theater (Auswahl)
seit 2020 an Theater in der Josefstadt 
Ensemblemitglied am Berliner Ensemble von 2008 bis 2017 Arbeiten u. a.:
- Don Juan (div. Rollen), Luc Bondy
- Was ihr Wollt (Orsino), Katharina Thalbach
- Der zerbrochene Krug (Liese), Peter Stein
- Der aufhaltsame Aufstieg des Arturo Ui (Mabel Sheet), Heiner Müller
- Nachtasyl (Natascha), Thomas Langhoff
- Die Kleinbürgerhochzeit (Braut), Philip Tiedemann
- Gretchens Faust (Gretchen), Martin Wuttke
- Liliom (Julie), Mona Kraushaar
- Frühlingserwachen, ( Thea / Ina Müller), Claus Peymann
- Blaue Spiegel (Red), Andrea Breth
- Kaukasischer Kreidekreis  (Div. Rollen), Manfred Karge
- Mann ist Mann  (Frau ), Manfred Karge
- Liebeslieder für Gespenster ( Div. Rollen), Jutha Ferbes
- Trommel in der Nacht  ( Div. Rollen) Philip Tiedemann
- Dona Rosita  ( Div. Rollen) Thomas Langhoff
- Maria Magdalen  ( Klara ), Nicole Felden
- Krankheit der Jugend  (Desire), Katharina May
- Freedom and Democracy  (Div. Rollen), Claus Peymann
- Biedermann und die Brandstiefter (Anna), Cornelia Crombholz
- Floh im Ohr  (Dienstmädchen), Philip Tiedemann